# Stadion Chi Lăng
Stadion Chi Lăng – wielofunkcyjny stadion w mieście Đà Nẵng, w Wietnamie. Jest obecnie używany głównie dla meczów piłki nożnej. Swoje mecze rozgrywają na nim drużyna piłkarska Đà Nẵng FC. Stadion może pomieścić 28 000 widzów.